# Decathlon (Computerspiel)
Decathlon ist ein Sport-Computerspiel, das auch als Party-Game angesehen werden kann. Es wurde auf mehreren Heimcomputern und Spielekonsolen umgesetzt, unter anderem auf dem Atari 2600 und dem Commodore 64. Das Spiel basiert auf dem Prinzip des Zehnkampfs und damit einer olympischen Disziplin. Für die damalige Arcade-Zeit eher untypisch, da nun 10 Einzelspiele in einem einzigen zusammengefasst wurden, was aufgrund der speicherschwachen Module einzigartig war. Das Spiel wurde von David Crane entwickelt.

## Beschreibung
Der Spieler durchläuft die originale Reihenfolge des Zehnkampfes, die im Folgenden lautet:
1. 100 m Lauf
2. Weitsprung
3. Kugelstoßen
4. Hochsprung
5. 400 m Lauf
6. 110 m Hürdenlauf
7. Diskuswerfen
8. Stabhochsprung
9. Speerwerfen
10. 1500 m Lauf

Alle Disziplinen folgten dem gleichen Prinzip. Durch einen am unteren Bildschirm angezeigten Energiebalken wurde Geschwindigkeit aufgenommen, welche dadurch erzielt wurde, dass man den Joystick schnell nach links und rechts bewegte. Der Feuerknopf war die „Aktion“, z. B. der Absprung beim Weitsprung, das Überspringen jeder Hürde beim 110 m Hürdenlauf, oder das rechtzeitige Loslassen des Wurfgeräts.

## Punktesystem
Jede erbrachte Leistung wurde, wie beim wirklichen Zehnkampf, in eine entsprechende Punktezahl umgerechnet. Nach den zehn Disziplinen erreichte man meist auch tatsächlich ein Ergebnis, das den sportlichen Leistungen der damaligen Zeit entsprach.

## Spielarten
Es konnten bis zu 4 Spieler in einem Mehrkampfmodus gegeneinander antreten, und damit ist Decathlon auch ein Vorreiter dieses Spielgenres. Am Ende wurden die Ergebnisse miteinander verglichen und die Platzierungen angezeigt. Laufwettbewerbe konnten – je nach Anzahl der vorhandenen Joysticks – einzeln gegen den Computer oder direkt gegen einen Mitspieler ausgetragen werden. Es war auch möglich, einzelne Disziplinen zu üben, ohne einen gesamten Zehnkampf zu absolvieren.

## Geschichte
Decathlon wurde 1984 zum Sportspiel des Jahres gekürt und war ein Familienspiel sondergleichen. Es wurde auch zum Pseudonym der sogenannten Joystick-Killer-Spiele, da man durch die heftigen und schnellen Joystickbewegungen diesen bis aufs äußerste beanspruchte. Durch die abwechselnden Sportarten konnte man neue Kräfte sammeln, da die Finger durch die Laufspiele arg beansprucht wurden. Besonders beanspruchend war der abschließende 1500 m Lauf. Dieser wurde im Gegensatz zu den anderen Laufdisziplinen entschärft, so dass die Joystickbewegungen innerhalb der ersten 1300 m etwas langsamer ausgeführt werden konnten, während die letzten 200 m im Spurt bewältigt werden mussten. Der Spieler war also nach dem Spiel mit seinen Kräften am Ende, während die animierte Spielfigur mit der olympischen Flagge durch das Stadion lief. Ebenfalls wurden besondere Leistungen (alle ab 1000 Punkte pro Disziplin) durch eine kurze Fanfare belohnt. Gute Spieler konnten im Idealfall insgesamt auch 10.000 Punkte und mehr sammeln, was aber sehr selten war.

## Ähnliche Spiele
- Hyper Olympic oder Track & Field (Konami, 1983) für Arcade und andere Plattformen
- Daley Thompson’s Decathlon (Ocean, 1984) für C64